# 亚历山大·彼得罗维奇·沃尔科夫
亚历山大·彼得罗维奇·沃尔科夫（俄语：Александр Петрович Волков，1910年10月7日（格里历：10月20日）—1990年12月26日）苏联党和国家领导人。曾任苏联苏联最高苏维埃联盟院主席。

## 生平
- 1910年10月7日（格里历：10月20日）出生于沙俄特维尔省特维尔区维多戈斯基村的一个工人家庭。
- 1925年-1926年，莫斯科国防，航空和化学工程促进会第1工人学校铜匠学徒。
- 1926年-1930年，国防，航空和化学工程促进会第1工厂工人。
- 1931年-1936年，莫斯科航空学院学习。1931年加入联共（布）。
- 1936年-1937年，莫斯科第22飞机厂设计工程师。
- 1937年-1938年，喀山第124飞机厂设计小组负责人。
- 1938年-1939年，莫斯科第84飞机厂设计小组负责人。
- 1939年-1940年，工会莫斯科州委工业部讲师。
- 1940年-1941年，联共（布）莫斯科州委国防部副部长。
- 1941年-1943年，联共（布）莫斯科州委航空工业部负责人。
- 1943年，联共（布）莫斯科州委航空工业部党组书记。
- 1943年-1950年，联共（布）莫斯科州委航空工业部党组副书记。
- 1950年-1952年9月，联共（布）莫斯科州委书记。
- 1952年9月-1956年6月，莫斯科州州长。期间，1954年4月-1956年7月，苏联最高苏维埃联盟院主席。
- 1956年6月-1974年7月，苏联部长会议国务委员会主席。
- 1974年7月起退休。
- 1990年12月27日于莫斯科逝世，享年80岁。葬于顿河修道院公墓。

沃尔科夫是苏共19-24大代表，第20-23届中央委员。第4-5届苏联最高苏维埃联盟院代表，第6-8届苏联最高苏维埃民族院代表，第3-4届俄罗斯苏维埃联邦社会主义共和国最高苏维埃代表。

## 荣誉
- 四次列宁勋章
- 劳动红旗勋章
- 二级卫国战争勋章
- 荣誉勋章